# Athetis nephrogonia
Athetis nephrogonia là một loài bướm đêm trong họ Noctuidae.